# Flor Natural
La Flor Natural era un dels tres premis ordinaris dels Jocs Florals de Barcelona junt amb l'Englantina d'or i la Viola d'or i d'argent. La Flor Natural era el premi a la millor composició poètica de tema lliure, anomenat tradicionalment "d'honor i cortesia". Segons el costum el qui obtenia aquest premi havia de regalar la flor a una dama de la seva elecció, la qual, proclamada Reina de la Festa, entregaria els altres premis als guanyadors.
Els poetes que al llarg de la vida aconseguien els tres guardons rebien el títol honorífic de mestre en Gai Saber.
El 2006 es va operar un canvi en els guardons dels Jocs Florals de Barcelona, passant de tres o més guardons a concentrar-ho tot en un de sol, que des d'aleshores es diu el "Premi de Poesia Jocs Florals de Barcelona", i el guardonat passa a anomenar-se "Poeta de la Ciutat de Barcelona".

## Guardonats amb la Flor Natural
- 1859 "Clemència Isaura", Isabel de Villamartín
- 1860 "Amor és vida", Silví Thos i Codina
- 1861 "Los tres sospirs de l'arpa", Antoni Camps i Fabrés
- 1862 "Lo castell de l'armonia", Jeroni Rosselló i Ribera
- 1863 "Los aires de la patria", Damas Calvet i de Budallès
- 1864 "Esperança", Marià Aguiló i Fuster
- 1865 "Benhaja la Primavera", Francesc Pelagi Briz i Fernández
- 1866 "Això rai!", Marià Aguiló i Fuster
- 1867 "La montanya catalana", Josep Lluís Pons i Gallarza
- 1868 "Lo castell feudal", Adolf Blanch i Cortada
- 1869 "Amor", Francesc Pelagi Briz i Fernández
- 1870 "Montserrat", Jaume Collell i Bancells
- 1871 "La cançó de Mestre Jan", Francesc Pelagi Briz i Fernández
- 1872 "Lo baster del Esquirol", Frederic Soler i Hubert
- 1873 "Les noces de l'Infant", Tomàs Forteza i Cortès
- 1874 "Lo combat de Cadaqués", Francesc d'Assís Ubach i Vinyeta
- 1875 "La cançó dels aucells", Frederic Soler i Hubert
- 1876 "Cleopatra", Àngel Guimerà
- 1877 "L'any mil", Àngel Guimerà
- 1878 "Lo criat major", Martí Genís i Aguilar
- 1879 "La gallinaire", Frederic Soler i Hubert
- 1880 "La pubilla", de Josep Franquesa i Gomis
- 1882 "La musa popular", Joaquim Riera i Bertran
- 1883 "La cigala i la formiga", Apel·les Mestres[4]
- 1884 "Primavera", Francesc Matheu i Fornells[5]
- 1886 "Aniversari", de Francesc Bartrina i d'Aixemús
- 1887 "Lo Cant del Pi", Ferran Agulló i Vidal
- 1888 "L'absoluta", Jaume Collell i Bancells[6]
- 1889 "Joguina", de Jacint Torres i Reyató
- 1890 "La mar y la montanya", de Josep Martí Folguera
- 1891 "Lo plany de la fulla", Jaume Novellas i de Molins[7]
- 1893 "L'eixut", Ferran Agulló i Vidal
- 1896 "Resignació", Anicet de Pagès i de Puig
- 1897 "Tardania", Francesc Matheu i Fornells[8]
- 1898 "Sinfonies poemátiques", Antoni Bori i Fontestà
- 1899 "Amor sens fruit", Lluís Bertran Nadal i Canudas
- 1900 "Enfilall", Guillem August Tell i Lafont
- 1901 "Lo comte Garí", Anicet de Pagès i de Puig
- 1902 "Creixensa", Miquel Costa i Llobera
- 1903 "Idilis", Francesc Pujols
- 1904 "Glosa", Joan Maragall
- 1905 "La serra", Joan Alcover
- 1906 "Elegia", Xavier Viura i Rius
- 1907 "Salobroses", Josep Maria Tous i Maroto
- 1908 "Egloga", Joan Maria Guasch i Miró
- 1909 "A la vora del Tàmesi", Joan Alcover
- 1910 "L'estranya amor", Josep Carner i Puig-Oriol
- 1911 "Idilis lluminosos", Antoni Navarro i Grauger
- 1912 "Exode", Jaume Bofill i Mates
- 1913 "El magnífich col·loqui", Manuel Folch i Torres
- 1914 "Humanals", Eveli Dòria i Bonaplata[9]
- 1915 "Filemon i Baucis", Frederic Rahola i Trèmols[10]
- 1916 "De la vida al camp", Fidel Riu i Dalmau[11]
- 1917 "El darrer llop", Eveli Dòria i Bonaplata
- 1918 "Estances a l'infermera", Josep Massó i Ventós
- 1919 "L'amor que torna", Joan Maria Guasch i Miró
- 1920 "Branca florida", Joan Maria Guasch i Miró
- 1921 "La casa vella", Ramon Garriga i Boixader
- 1922 "Quan les pomeres floriran", Antoni Navarro i Grauger
- 1923 "La balada del caminant", Josep Maria de Sagarra i de Castellarnau
- 1924 "La Flor vermella", Joan Maria Guasch i Miró
- 1925 No se celebren
- 1926 "Sonets d'amor", Joan Arús i Colomer
- 1927 "La flor aparaulada", Josep Estadella i Arnó
- 1928 "Petits poemes nocturnals", Josep Estadella i Arnó
- 1929 "Oda Dionisíaca", Josep Maria Casas i de Muller
- 1930 "Passa l'amor", Joan Maria Guasch i Miró
- 1931 "La mort de Dòrcon", Joan Arús i Colomer
- 1932 "Figures del camí", Roser Matheu i Sadó
- 1933 "El branc de les vuit fulles", Josep Carner i Puig-Oriol
- 1934 "Tu", Josep Janés i Olivé
- 1935 "Mimosa, flor de febrer", Salvador Perarnau i Canal
- 1936 "Geòrgica tardoral", Felip Graugés i Camprodon
- 1984 "Ronda dels dies", Jordi Pàmias
- 1985 "L'illa del tresor", Joan Margarit i Consarnau
- 1986 "Els dies perdurables", Pere Font
- 1987 "Vitralls de Maiernigg", Jacint Sala
- 1988 "Tardor", Jaume Pomar
- 1989 Premi desert
- 1990 "El vast desert", Carles M. Sanuy
- 1991 "Vens del passat", Jaume Pomar
- 1992 "Davant d'un claustre", Alex Susanna
- 1993 "Sonata Efímera", Jacint Sala
- 1994 "Bandera blanca", Antoni Vidal Ferrando
- 1995 "Estigma", Ponç Pons
- 1996 "La llum dins l'aigua", J.N. Santaeulàlia
- 1997 "Hivernacle", Antoni Puigverd
- 1998 "L'arbre de la innocència", Quim Espanyol
- 1999 "Lítúrgia del fang", Raimon Àvila
- 2000 "Corint", Manuel Forcano
- 2001 "La revolució silenciosa", Hèctor Bofill
- 2002 "El buit i la medusa", Lluís Calvo
- 2003 "El benestar", Sebastià Alzamora
- 2004 "La degradació natural dels objectes", Joan-Elies Adell
- 2005 "Hiverns suaus", Jordi Julià

## Guardonats amb el Premi de Poesia Jocs Florals de Barcelona
- 2006 Violència gratuïta, Jordi Valls i Pozo (Barcelona, 1970)[12]
- 2007 Flors a casa, Maria Josep Escrivà (Gandia, 1968)[13]
- 2008 Llunari, Josep Lluís Aguiló (Manacor, Mallorca, 1967)[14]
- 2009 Triacant, Jaume Bosquet (Salt, 1956)[15]
- 2010 Nadir, Lluís Roda (València, 1961)[16]
- 2011 Tempesta, Albert Roig (Tortosa, 1959)[17]
- 2012 Dietari del pic d'estiu, Carles Hac Mor (Lleida, 1940)[18]
- 2013 Quan érem divendres, Àngels Gregori (Oliva, 1985)[19]
- 2014 Illes lligades, Melcion Mateu (Barcelona, 1971)[20]
- 2015 Dos cors per una bèstia, Miquel de Palol (Barcelona, 1953)[21]
- 2016 Teories del no, Eduard Sanahuja
- 2017 Esquenes vinclades, Pau Vadell
- 2018 Quaderns del port, Hilari de Cara
- 2019 Un cos preciós per destruir, David Caño
- 2020 Maria, Txema Martínez
- 2021 Un grapat de pedres d’aigua, Manel Ollé i Rodríguez (Barcelona, 1962)[22]
- 2022 A través, Glòria Coll Domingo (Riudoms, 1988)[23]
- 2023 Fosca negra, Joan Tomàs Martínez Grimalt (Palma, 1984)[24]
- 2024 Acròpolis, Adrià Targa (Tarragona, 1987)[25]